# Дівічорій-Міч
Дівічорій-Міч (рум. Diviciorii Mici) — село у повіті Клуж в Румунії. Входить до складу комуни Синмартін.
Село розташоване на відстані 321 км на північний захід від Бухареста, 43 км на північний схід від Клуж-Напоки.

## Населення
За даними перепису населення 2002 року у селі проживали 89 осіб, усі — румуни. Усі жителі села рідною мовою назвали румунську.